# Supercoppa italiana 2015 (pallacanestro maschile)
La Supercoppa italiana 2015, denominata per ragioni di sponsorizzazione Beko Supercoppa 2015, fu la 21ª supercoppa italiana di pallacanestro maschile.
Assegnata con la regola della final four a eliminazione diretta, si tenne il 26 e 27 settembre 2015 al PalaRuffini di Torino e vide la vittoria, per la prima volta, della Pall. Reggiana

## Partecipanti
- Dinamo Sassari, campione d'Italia 2014-15
- Olimpia Milano, finalista di Coppa Italia 2015
- Pall. Reggiana, finalista di serie A 2014-15
- Reyer Venezia, 4ª classificata in serie A 2014-15

## Tabellone
|  | Semifinali | Semifinali     | Semifinali |                |    | Finale         | Finale | Finale |  |
|  |            |                |            |                |    |                |        |        |  |
|  | 1          | Dinamo Sassari | 78         |                |    |                |        |        |  |
|  | 1          | Dinamo Sassari | 78         |                |    |                |        |        |  |
|  | 2          | Pall. Reggiana | 79         |                |    |                |        |        |  |
|  | 2          | Pall. Reggiana | 79         |                | 2  | Pall. Reggiana | 80     |        |  |
|  |            |                |            |                | 2  | Pall. Reggiana | 80     |        |  |
|  |            |                | 3          | Olimpia Milano | 68 |                |        |        |  |
|  | 3          | Olimpia Milano | 3          | Olimpia Milano | 68 | 71             |        |        |  |
|  | 3          | Olimpia Milano |            |                |    |                |        |        |  |
|  | 4          | Reyer Venezia  | 66         |                |    |                |        |        |  |

## Semifinali
| Arbitri: | Begnis (Crema) Sardella (Rimini) Biggi (Cassina de' Pecchi) |

| |            | |
| C. Eyenga 16 D. Logan 13 R. Stipčević 13 | Punti      | 15 S. Gentile 14 D. Lavrinovič 12 A. Polonara                                                                                          |
| M. Haynes 3 | Assist     | 3 S. Gentile |
| C. Eyenga 7 | Rimbalzi   | 9 A. Polonara |
| 0 Haynes· 1 Petway· 3 Logan· 31 Eyenga· 32 Varnado 5 Formenti· 8 Devecchi· 9 Alexander· 10 D'Ercole· 11 Marconato· 14 Sacchetti· 24 Stipčević | Formazioni | 4 Aradori• 6 Polonara• 7 D. Lavrinovič• 13 Kaukėnas• 18 S. Gentile 8 Della Valle• 16 De Nicolao• 10 Pecháček• 12 Verameenka• 15 Siliņš |
| Romeo Sacchetti | Allenatori | Massimiliano Menetti |

| Arbitri: | Sabetta (Termoli) Di Francesco (Teramo) Aronne (Viterbo) |

| |            | |
| A. Gentile 17 J. McLean 12 Cerella 8                                                                                                  | Punti      | 15 P. Goss 13 H. Perić 12 M. Bramos                                                                                       |
| A. Gentile 6 | Assist     | 7 M Green |
| J. McLean 8 | Rimbalzi   | 4 M. Green, J. Owens, J. Viggiano                                                                                         |
| 1 McLean· 5 A. Gentile· 13 Mačvan· 20 Cinciarini· 22 Jenkins 3 Lafayette· 6 Amato· 7 Cerella· 11 Simon· 15 Magro· 24 Hummel· 31 Lawal | Formazioni | 4 Perić• 5 Goss• 10 Green• 13 Owens• 22 Viggiano 6 Bramos• 7 Tonut• 8 Jackson• 11 Ruzzier• 14 Ress• 15 Simioni• 16 Ortner |
| Jasmin Repeša | Allenatori | Carlo Recalcati |

## Finale
| Arbitri: | Sabetta (Termoli) Di Francesco (Teramo) Aronne (Viterbo) |

|                                                         |            |                                                  |
| S. Gentile 14 A. Della Valle13 R. Kaukėnas 12           | Punti      | 13 R. Hummel 11 K. Simon 9 J. McLean, A. Gentile |
| P. Aradori, D. Lavrinovič 4                             | Assist     | 6 A. Gentile, A. Cinciarini                      |
| A. Polonara, A. Della Valle, U. Verameenka, O. Siliņš 4 | Rimbalzi   | 11 M. Mačvan                                     |
| Massimiliano Menetti                                    | Allenatori | Jasmin Repeša                                    |